# Муртазалиев, Омар Муртазалиевич
Омар Муртазалиевич Муртазалиев (14 октября 1925, Кулла, СССР — 30 ноября 2019) — советский военачальник, участник Афганской войны, генерал-майор.

## Биография
Омар Муртазалиев родился в крестьянской семье. Отец — сапожник, мать — домохозяйка.

## Трудовая деятельность
В 1941—1946 гг. работал в Гунибском райвоенкомате. С 1946 года на службе в органах госбезопасности. В 1959 г. окончил Высшую школу КГБ.
Проходил службу в горячих точках — в Эфиопии, Ливане, Сирии, Турции, Ираке, Иране.
В сентябре 1982 года Омара Муртазалиевича, занимавшего должность 1-го заместителя председателя КГБ Дагестанской АССР, направили в Афганистан. Здесь его назначили начальником оперативной группы КГБ по оперативной зоне № 7, затем — № 1. К 1986 году стал заместителем руководителя представительства КГБ в Афганистане.
В 1986—1991 гг. занимал должность начальника факультета № 6 Высшей Краснознамённой школы КГБ им. Ф. Э. Дзержинского.
С 1991 года — в отставке. Председатель комитета по делам ветеранов войн Дагестана.
30 ноября 2019 года О. Муртазалиев скончался в Махачкале. Он был похоронен на воинском кладбище в Махачкале.

## Общественная деятельность

### Спорт
Являлся президентом федерации лёгкой атлетики Дагестана.

### Поисковое движение
Принимал активное участие в издании 11 томов «Книги Памяти» — о погибших и пропавших без вести в годы Великой Отечественной войны, и 15 томов книги «Солдаты Отечества» — о тех, кто вернулся с неё.
Много внимания Омар Муртазалиев уделял телевизионному отряду краеведов-следопытов (ТОКС), являясь его командиром уже 20 лет. Считал своим важнейшим делом воспитание подрастающего поколения.

## Награды
- 2 ордена Красной Звезды
- Орден «Знак Почёта»
- Орден Почёта
- Орден «За службу Родине в Вооружённых Силах СССР» III степени
- Орден «За заслуги перед Республикой Дагестан»
- Медаль «В ознаменование 100-летия со дня рождения Владимира Ильича Ленина»
- Медаль «20 лет Победы в Великой Отечественной войне 1941—1945 гг.»
- Медаль «Ветеран Вооружённых Сил СССР»
- Медаль «За укрепление боевого содружества»
- Медаль «40 лет Вооружённых Сил СССР»
- Медаль «50 лет Вооружённых Сил СССР»
- Медаль «60 лет Вооружённых Сил СССР»
- Медаль «70 лет Вооружённых Сил СССР»
- Медаль «Народный герой Дагестана»
- Медаль «За безупречную службу» I степени
- Медаль «За безупречную службу» II степени
- Медаль «За безупречную службу» III степени
- Нагрудный знак «Воину-интернационалисту»
- Почётный знак «За укрепление межнационального мира и согласия» (Дагестан)[6]

Иностранные награды:
- Орден «Звезда» I степени (Афганистан)
- Орден Красного Знамени (Афганистан)
- Орден «Дружба народов» (Афганистан)
- Медаль «Воину-интернационалисту от благодарного афганского народа» (Афганистан)

## Память
В 2021 году имя Муртазалиева О. М. было присвоено так называемому "парку Афганцев" в городе Махачкала, который стал называться «Сквер воинов-интернационалистов имени генерала Муртазалиева».